# Die scharlachrote Kaiserin
Die scharlachrote Kaiserin, auch bekannt als Die große Zarin (Originaltitel: The Scarlet Empress), ist ein US-amerikanischer Historienfilm von Josef von Sternberg aus dem Jahr 1934 mit Marlene Dietrich als Katharina die Große. Das Drehbuch basiert lose auf Katharinas Tagebüchern.

## Handlung
Als junge und unerfahrene Prinzessin wird Sophie Auguste Friederike von Anhalt-Zerbst von Zarin Elisabeth nach Russland beordert, um dort ihren Neffen Großfürst Peter zu heiraten. Sie soll unter ihrem neuen Namen Katharina dem russischen Reich einen männlichen Thronfolger gebären. Katharina hat romantische Vorstellungen von der Ehe, doch stellt sich Peter als sadistischer Schwachkopf heraus. Katharina und Peter hassen sich von Beginn an, trotzdem findet eine Hochzeit statt. Als nach den ersten Ehejahren noch immer kein Nachwuchs in Aussicht ist, wird Katharina dafür verantwortlich gemacht.
Unterdessen hat Graf Alexei Rasumowski ein Auge auf Katharina geworfen, worauf er ihr erfolgreich Avancen macht. Als Katharina jedoch erfährt, dass Alexei der Liebhaber von Zarin Elisabeth ist, lässt sie sich lieber auf eine Affäre mit Leutnant Dmitri ein. Sie wird von ihm schwanger und bringt neun Monate später zur großen Freude der Zarin einen gesunden Jungen zur Welt. Peter ist sich jedoch sofort sicher, dass es sich nicht um sein Kind handelt, weshalb er Katharina umso mehr verachtet.
Katharina ist daraufhin überzeugt, dass Peter nach dem Tod der Zarin als neuer Herrscher Russland ins Verderben stürzen und sie selbst umbringen lassen wird. Durch ihren weiblichen Charme bringt sie geschickt das Militär auf ihre Seite. Nach dem Tod der Zarin errichtet Peter ein Terrorregime und droht seiner Frau offen mit dem Tod. Als Peter sie festnehmen lässt, um seiner Mätresse Elizaveta an seiner Seite den Vorzug zu geben, kann Katharina entkommen und stürmt anschließend mit dem Militär den Zarenpalast. Peter wird dabei von Katharinas neuem Liebhaber General Grigori Orlow ermordet. Nach dem gelungenen Staatsstreich wird Katharina Zarin von Russland.

## Hintergrund
Die Dreharbeiten fanden von November 1933 bis Ende Januar 1934 in den Filmstudios von Paramount Pictures statt, wo nach Entwürfen von Hans Dreier opulente Kulissen entstanden und Travis Banton extravagante Kostüme für Marlene Dietrich entwarf. Als junge Katharina kam Dietrichs Tochter Maria Riva erstmals in einem Film zum Einsatz. John Lodge, der Graf Alexei Rasumowski spielte, wurde später Politiker und war von 1950 bis 1954 Gouverneur von Connecticut.
Der Film wurde am 9. Mai 1934 in London (Carlton) uraufgeführt, kam jedoch erst am 7. bzw. 15. September 1934 (New York, Capitol) in die US-amerikanischen Kinos, da im Frühjahr 1934 bereits mit Katharina die Große eine britische Filmbiografie über die berühmte Monarchin veröffentlicht worden war. In Deutschland wurde der Film unter dem Titel Die große Zarin erstmals am 14. September 1934 im Marmorhaus in Berlin gezeigt. Die nationalsozialistische Filmzensur verlieh ihm das Prädikat „künstlerisch“. In Deutschland sahen 3,2 Millionen Kinogänger den Film (J.Garncarz: Begeisterte Zuschauer, Köln 2021).

## Kritiken
Für die New York Times handelte es sich seinerzeit um „eine behäbige, eigentümlich schöne, langatmige und immer wieder ermüdende Produktion“. Variety meinte 1934, dass Regisseur Josef von Sternberg „so sehr von all dem Pomp und Glitzer fasziniert gewesen“ sei, „dass er alles andere vernachlässigte“. Dass er damit dennoch gut abschneide, beweise „seine künstlerische Genialität und seinen erstaunlich erfrischenden Sinn für Bildkomposition“. Seine Hauptdarstellerin Marlene Dietrich habe „nie schöner ausgesehen als hier“. Dafür jedoch wirke sie „nie sonderlich lebendig oder vital“.
Das Lexikon des internationalen Films konstatierte, dass Regisseur Josef von Sternberg bei seinem Film keinen Wert auf „eine historisch getreue Rekonstruktion des Zeitkolorits“ gelegt habe. Das Ergebnis sei jedoch „bemerkenswert […] dank der verschwenderischen Dekors, der dynamischen Bildgestaltung und der schauspielerischen Leistung Marlene Dietrichs“. Der Evangelische Filmbeobachter fand, dass Die scharlachrote Kaiserin, obschon 1934 veröffentlicht, ein „noch heute aufgrund seiner Dynamik, seiner überwältigenden und verschwenderischen Dekors und insbesondere seiner optischen Gestaltung faszinierender und aufregender Film“ sei. Das Fazit lautete: „Empfehlenswert ab 16.“ Prisma bezeichnete den Film als „verschwenderisch ausgestattet[en] Historienfilm“, der „keine Rekonstruktion des geschichtlichen Ablaufs“ biete, „sondern vielmehr eine grandiose Hommage an Marlene“ sei, „wie von Sternberg sie sah“. Dieser habe ganze Arbeit geleistet: „Niemals zuvor und niemals danach hat man sie strahlender, geheimnisvoller und verführerischer in Szene gesetzt.“
Roger Ebert nannte den Film rückblickend „ein bizarres visuelles Spektakel, das verdorbene Sexualität mit frechderbem Humor verbindet, als ob Mel Brooks mit dem Marquis de Sade kollaboriert hätte“.

## Weitere Filme über Katharina die Große
- 1920: Katharina die Große – Deutschland – Regie: Reinhold Schünzel, mit Lucie Höflich
- 1924: Das verbotene Paradies (Forbidden Paradise) – USA – Regie: Ernst Lubitsch, mit Pola Negri
- 1930: Spielereien einer Kaiserin – Deutschland – Regie: Vladimir Strizhevsky, mit Lil Dagover
- 1934: Katharina die Große (The Rise of Catherine the Great) – Großbritannien – Regie: Paul Czinner, mit Elisabeth Bergner
- 1938: Le Joueur d’échecs – Frankreich – Regie: Jean Dréville, mit Françoise Rosay
- 1945: Skandal bei Hofe (A Royal Scandal) – USA – Regie: Otto Preminger, mit Tallulah Bankhead
- 1950: Graf Orloffs gefährliche Liebe (Shadow of the Eagle) – Italien, Großbritannien – Regie: Sidney Salkow, mit Binnie Barnes
- 1958: Sturm im Osten (La tempesta) – Italien, Frankreich, Jugoslawien – Regie: Alberto Lattuada, mit Viveca Lindfors
- 1959: Beherrscher der Meere (John Paul Jones) – USA – Regie: John Farrow, mit Bette Davis
- 1963: Katharina von Russland (Caterina di Russia) – Italien, Frankreich – Regie: Umberto Lenzi, mit Hildegard Knef
- 1968: Die große Katharina (Great Catherine) – Großbritannien – Regie: Gordon Flemyng, mit Jeanne Moreau
- 1991: Die junge Katharina (Young Catherine) – USA – Regie: Michael Anderson, mit Julia Ormond
- 1995: Katharina die Große (Catherine the Great) – USA, Deutschland, Österreich – Regie: Marvin J. Chomsky, mit Catherine Zeta-Jones
- 2002: Russian Ark (Русский ковчег) – Russland, Deutschland – Regie: Alexander Sokurow, mit Marija Kusnezowa